# Gaetano Carrozzo
Gaetano Carrozzo (ur. 3 czerwca 1956 w Salerno) – włoski polityk, działacz partyjny i samorządowiec, poseł do Parlamentu Europejskiego IV kadencji.

## Życiorys
Należał do Włoskiej Partii Komunistycznej, a po kolejnych przemianach partyjnych w latach 90. był członkiem Demokratycznej Partii Lewicy (w tym sekretarzem jej struktur regionalnych) i Demokratów Lewicy. Zasiadał w radzie regionalnej Apulii, a w latach 1998–1999 sprawował mandat eurodeputowanego IV kadencji. Pełnił także funkcję zastępcy burmistrza Tarentu. W 2007 ze swoim ugrupowaniem współtworzył Partię Demokratyczną.